# Остуні
Остуні (італ. Ostuni, сиц. Stuni) — муніципалітет в Італії, у регіоні Апулія,  провінція Бриндізі.
Остуні розташоване на відстані близько 450 км на схід від Рима, 75 км на південний схід від Барі, 32 км на захід від Бриндізі.
Населення — 31 573 особи (2014).
Щорічний фестиваль відбувається 26 серпня. Покровитель — Sant'Oronzo.

## Демографія
Населення за роками:

Станом на 1 січня 2023 року в муніципалітеті офіційно проживало 1438 іноземців з 77 країн, серед них 362 громадяни країн Євросоюзу та 12 громадян України.

## Сусідні муніципалітети
- Каровіньйо
- Чельє-Мессапіка
- Чістерніно
- Фазано
- Мартіна-Франка
- Сан-Мікеле-Салентино
- Сан-Віто-деі-Норманні